# NGC 2412
NGC 2412 é uma estrela na direção da constelação de Canis Minor. O objeto foi descoberto pelo astrônomo Gerhard Lohse em 1886, usando um telescópio refrator com abertura de 15,5 polegadas. 